# Myristinsäure
Myristinsäure, auch Tetradecansäure, ist eine gesättigte Fett- und Carbonsäure. Sie leitet sich von Alkan n-Tetradecan ab. Ihre Salze und Ester heißen Myristate bzw. Tetradecanoate.

## Vorkommen

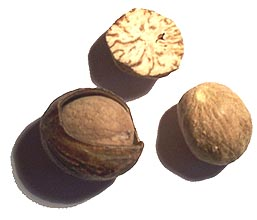
Muskatnuss (Myristica fragrans)

In chemisch gebundener Form als Triglycerid (Triester des Glycerins) ist Myristinsäure in den meisten pflanzlichen und tierischen Fetten enthalten, so im Murumurufett (21–37 %), Kokosfett (18–21 %), Palmkernöl (15–17 %), Babassuöl (15–18 %), Walöl (4–10 %) und Butterfett (8–14 %). In besonders hohem Maße findet man Myristinsäureester in der Muskatbutter, daher der Name Myristinsäure (Muskatnuss, lat. Myristica fragrans). Etwa 40 % der Muskatbutter besteht aus Trimyristin, der Gehalt an Myristinsäure am Gesamtfett beträgt etwa 70 %. Als Bestandteil tierischer Fette ist sie vor allem in Milchprodukten enthalten.
Zudem spielt Myristinsäure eine wichtige Rolle bei der Myristoylierung, einer Art der posttranslationalen Modifikation von Proteinen.

## Gewinnung
Myristinsäure kann vergleichsweise einfach gewonnen werden, indem Trimyristin aus Muskatnüssen gewonnen wird, dieses verseift wird und das erhaltene Myristatsalz mit Salzsäure versetzt wird. Zum ersten Mal aus Muskatnüssen gewonnen und als neue Fettsäure erkannt wurde Myristinsäure 1841.

## Eigenschaften
Sie ist in Wasser unlöslich, wohl aber in Alkoholen, Ether und Aceton. Der Flammpunkt liegt bei >160 °C. Myristinsäure und einige ihrer Derivate wirken fungizid und antibakteriell.

## Verwendung
Als weitverbreitete Fettsäure wird sie zur Herstellung von Seifen und Fettalkoholen (Myristylalkohol) verwendet. Myristinsäure ist unter anderem durch die FDA und die EU als Zusatzstoff in Nahrungsmitteln zugelassen, wo sie zum Beispiel als Geschmacksverbesserer sowie als Überzugsmittel für frische Zitrusfrüchte dient. Sie ist in der EU außerdem unter der FL-Nummer 08.016 als Aromastoff für Lebensmittel allgemein zugelassen.

## Gesundheit
Eine wissenschaftliche Studie ergab, dass Myristinsäure verglichen mit Ölsäure und Palmitinsäure den größten Anstieg der Blutkonzentration von Cholesterin bewirkt. Dadurch wird der Cholesterinquotient verschlechtert, weil das LDL-Cholesterin um 3–4-mal so stark ansteigt, wie das HDL-Cholesterin.
Myristinsäure hat nur in sehr hohen Dosen eine reizende beziehungsweise gesundheitsschädliche Wirkung, sodass die in Nahrungsmitteln und Kosmetika enthaltenen Mengen gesundheitlich unbedenklich sind.